# Rashad Khalifa
Pour les articles homonymes, voir Khalifa.
Rashad Khalifa (19 novembre 1935 – 31 janvier 1990) est un égyptien de confession musulmane exilé aux États-Unis, où il obtient la nationalité américaine. Il était imam à Tucson, Arizona. Il est le plus célèbre des tenants de l'islam coraniste et fonde le United Submitters International dont il s'intitule messager du pacte, conduisant à son assassinat le 31 janvier 1990. Khalifa est connu pour sa théorie du code du Coran selon laquelle un code mathématique autour du nombre 19 serait présent dans le Coran. La légitimité de ses méthodes est remise en cause par de nombreux musulmans.

## Biographie
Rashad Khalifa est né en Égypte le 19 novembre 1935 d'un père soufi qui dirigeait un groupe de mille personnes là où il vivait. Là-bas, Rashad arrive à obtenir son baccalauréat à l'Université Ain Shams au Caire, il part ensuite émigrer vers les États-Unis en 1959 pour décrocher son premier master en biochimie à l'Université d'État de l'Arizona, près de Phoenix, pour obtenir juste après un doctorat en sciences (PhD) à l'université de Californie. Il continue à vivre par la suite à Tucson en Arizona. Plusieurs postes lui sont offerts notamment par exemple comme conseiller scientifique du gouvernement politique libyen qu'il acceptera mais c'est aussi à ce moment-là qu'il voit naître son premier fils : Sam Khalifa qui deviendra l'un des joueurs de Baseball les plus populaires de son pays d'origine en étant le premier arabe accédant à la MLB.

## United Submitters International
L'imam ira fonder l'une des organisations les plus renommées des coranistes : le United Submitters International où celui-ci prétendra être un messager de Dieu (surnommé « messager du pacte ») et que l'archange Gabriel lui a révélé que le verset 3 de la sourate 36 le désignait : « Tu es certes du nombre des messagers. » Il a voulu renouveler par ce groupe le monothéisme pur de l'Islam, incluant un dogme nouveau.

### Dogme
- Rejet des hadiths de toute sorte: ils ne proviennent pas du prophète, mais sont une invention qui lui sont faussement attribuées[4].
- Croyance en Rashad Khalifa comme Messager du Pacte[5] censé purifier le message divin (sa venue selon leurs recherches est citée dans différents textes religieux (Coran 3:81, Malachie 3:1-21, Matthieu 24:27 et Luc 17:22-36)[6].
- Dévotion à Dieu seul notamment dans les prières(Salat) et les invocations[7] ainsi que dans la Chahada donc sans mention du prophète Mahomet[8].
- Obligation des trois autres prescriptions déjà présentes dans les anciens courants islamiques : aumône (Zakat), jeûne (Ramadan) et pèlerinage à la Mecque (Hajj)[9].
- Consentement du nombre 19 comme miracle apporté par Rashad Khalifa symbolisant le nombre de Dieu, et protégeant le Coran de toutes manipulations[10].

### Le nombre 19: Le code du Coran
Les travaux qui l'ont rendu célèbre sont une série de statistiques concernant le nombre d'apparitions de certains mots ou expressions du Coran, qu'il publie en 1970. Il rapporte en particulier les occurrences du nombre 19, appelé code du Coran. Ces travaux lui valurent l'inimitié de certains musulmans, en particulier pour avoir déclaré que certains versets ne devraient pas se trouver dans le Coran, il s'agit des 2 versets à la fin de la sourate 9 qui parle notamment du prophète Mahomet et de sa compassion envers sa communauté. Néanmoins, "Certaines de ces découvertes, bien qu'intéressantes, semblent quelque peu artificielles" comme le fait que pour l'auteur, 29 sourates commencent par des "lettres mystérieuses", composées de 14 lettres différentes (ce qui est discuté) en 14 combinaisons. Il relève que 29+14+14=19*3. la Cette théorie ne fait pas consensus chez les croyants et est considérée de manière critique dans la littérature scientifique.

### Coran
Le Testament final est le nom donné par Rashad Khalifa à sa nouvelle traduction du Coran qui se veut le plus orienté vers la divinisation et la soumission pure et dure de Dieu sans intercession d'autres individus (comme Mahomet ou Jésus), cette version est assez unique en son genre puisqu'elle contient en plus des sourates et des versets des catégories regroupant plusieurs versets en général et incluant de grands fils d'explication pour donner une lecture intuitive et compréhensible au lecteur.

## Réputation
Il est accusé d'hérésie, le même jour que Salman Rushdie. Ses travaux furent aussi décriés par des musulmans et non-musulmans pour leur aspect relevant, selon eux, de la numérologie.

## Mort
Il a été assassiné le 31 janvier 1990 par un homme , membre du groupe Jamaat-ul-Fuqra, composé d'Afro-Américains convertis à l'islam et lié à Al-Qaïda.